# Rua Porfírio Furtado, 47
O Edifício na Rua Porfírio Furtado nº 47, em Santa Leopoldina, foi tombado como bem cultural pelo Conselho Estadual de Cultura do Espírito Santo por ter abrigado a primeira e única fábrica de cerveja do município. Inscrição no Livro do Tombo Histórico sob o nº 32 a 68, folhas 4v a 7v. Atualmente abriga a Delegacia de Santa Leopoldina.

## História
Segundo dados da Secretaria Estadual da Cultura (SeCult-ES), a casa térrea do início do século XX, foi construída pelo Sr. Van Decamp junto ao córrego para abrigar fábrica de cerveja e de gasosas. Foi desativada em 1940, quando passou ao poder da Prefeitura Municipal para compensar impostos não pagos. Pelos registros, desde a data do levantamento realizado em 1983 para o “Processo de Tombamento do Conjunto Histórico de Santa Leopoldina”, a edificação abriga a chefatura de polícia do município (atualmente Polícia Civil / Delegacia de Santa Leopoldina).
A edificação em estilo eclético possui telhado de quatro águas, finalizado por platibandas. Nas laterais e nos fundos, praticamente não possui esquadrias. O estado de conservação na época do tombamento (1983) e na época do levantamento fotográfico (2022) era considerado bom.

## Tombamento
O edifício foi objeto de um tombamento de patrimônio cultural pelo Conselho Estadual de Cultura, de número 05, em 30 de julho de 1983, Inscr. nº 32 a 68, folhas 4v a 7v. O processo de tombamento inclui quase quarenta imóveis históricos de Santa Leopoldina. No ato de tombamento, é listada como proprietária a Cúria Metropolitana de Vitória.
O tombamento desse edifício e outros bens culturais de Santa Leopoldina foi principalmente decorrente da resolução número 01 de 1983, em que foram aprovadas normas sobre o tombamento de bens de domínio privado, pertencentes a pessoas naturais ou jurídicas, inclusive ordens ou instituições religiosas, e de domínio público, pertencentes ao Estado e Municípios, no Espírito Santo. Nessa norma foi estabelecido que, entre outros pontos:
- "O tombamento de bens se inicia por deliberação do CEC “ex-offício”, ou por provocação do proprietário ou de qualquer pessoa, natural ou jurídica, e será precedido, obrigatoriamente, de processo", ponto 3;
- "Em se tratando de bem(s) pertencente(s) a particular(es), cujo tombamento tenha caráter compulsório, e aprovado o tombamento, o Presidente do CEC expedirá a notificação de que trata o artigo 5°. I do Decreto n° 636-N, de 28.02.75, ao interessado que terá o prazo de 15(quinze) dias, a contar do seu recebimento, para anuir ou impugnar o tombamento", ponto 12.[3]

As resoluções tiveram como motivador a preservação histórico-cultural de Santa Leopoldina contra a especulação imobiliária, que levou à destruição de bens culturais à época.